# Pic de Setut
Le pic de Setut est un sommet des Pyrénées situé sur la frontière entre l'Andorre et l'Espagne culminant à une altitude de 2 867 à 2 869 mètres.

## Toponymie
Pic a le même sens en catalan qu'en français et désigne un sommet pointu par opposition aux tossa et bony fréquemment retrouvés dans la toponymie andorrane et qui correspondent à des sommets plus « arrondis ».
Setut est formé par agglutination de deux éléments : es et tut. Es dérive du latin ipse et correspond à l'article défini masculin singulier « le ». Il s'agit d'une forme particulière de l'article en catalan appelée article salat, répandue au Moyen Âge mais qui n'a perduré ultérieurement que dans la forme dialectale baléare,. Au contraire de la Catalogne voisine, l'usage de cet article salat dans la composition de toponymes est un phénomène rare en Andorre. Tut est la forme masculine de tuta qui signifie « grotte ».

## Géographie

### Topographie
Culminant à 2 867 ou 2 869 mètres, le pic de Setut se trouve sur la frontière hispano-andorrane entre le pic dels Estanyons (2 836 m) à l'ouest et le pic de la Portelleta (2 905 m) à l'est. Il surplombe côté espagnol l'Estany Gran de Setut et côté andorran la vallée du Madriu (incluant deux petits lacs de montagne : les basses de Setut).

### Géologie
Le pic de Setut, comme l'ensemble de la principauté d'Andorre, est situé sur la chaîne axiale primaire des Pyrénées. Comme tout le Sud-Est andorran, il se trouve sur le batholite de Mont-Louis-Andorre, une vaste structure de roches plutoniques, dont la granodiorite est le constituant essentiel, couvrant une surface de plus de 600 km2 et s'étendant jusqu'en Espagne,. 
Les méthodes de datation, en particulier la datation par l'uranium-plomb dans les skarns adjacents au batholite, avancent une formation des roches constitutives il y a environ 300 à 305 millions d'années (à la fin du Carbonifère),. La formation de ces roches est donc contemporaine de celle des autres plutons pyrénéens et s'inscrit dans le cadre des phénomènes plutoniques et volcaniques qui se sont déroulés lors de la phase tardi-hercynienne de l'orogenèse varisque,.
| \| Pic de Setut \| | |
| Le pic de Setut sur la carte géologique de l'Andorre. Le batholite mentionné apparaît en rouge dans le Sud-Est du pays. | Carte géologique de la zone axiale des Pyrénées. Le batholite Mont-Louis Andorre apparaît en rouge au sud de l'ensemble Aston-Hospitalet. |
| Pic de Setut | |